# Ingaí
Ingaí es un municipio brasileño situado en el estado de Minas Gerais. Tiene una población estimada, en 2024, de 2633 habitantes.

## Historia
Hay informes históricos de que la zona ya estaba poblada en la segunda mitad del siglo XVII. Las primeras casas aparecieron alrededor de 1775 por el liderazgo del sacerdote y párroco Inácio Franco Torres.
En 1846 se convirtió en el distrito de Lavras.
En agosto de 1890 se produjeron serios incidentes entre residentes del poblado todavía conocido como Arraial da Ponte. El capitán Francisco Pinto de Souza y otros diez destacados residentes decidieron abandonar la localidad y fundar otro poblado en el lugar conocido como "Aliança". Demolieron la Iglesia Matriz de Arraial da Ponte y construyeron allí un nuevo edificio. El pueblo se formó con tierras patrimoniales donadas y compradas, y pronto pasó a ser conocido como Pinheirinhos. A la iglesia principal se la denominó São Sebastião, debido a que la fundación del nuevo pueblo comenzó el 20 de enero.